# Jim Mickle
Jim Mickle est un réalisateur, producteur et scénariste américain né le 20 octobre 1979 à Pottstown.

## Biographie
Jim Mickle est né à Pottstown en Pennsylvanie en 1979. Très jeune, il s'intéresse au cinéma et rêve de devenir réalisateur après avoir vu le film Evil Dead 3 : l'Armée des Ténèbres. À 18 ans, il intègre l’Université de New York département Cinéma où il obtiendra son diplôme en 2002. Lors de ses études, il rencontre Nick Damici. Les deux jeunes hommes partagent une réelle amitié et font le projet commun de réaliser un film d'horreur. Mais, par manque de financement, Jim Mickle et Nick Damici ne pourront réaliser ce projet.
À ses débuts, Jim Mickle fréquente les plateaux de tournage et officie comme éclairagiste, cameraman et assistant de production sur des productions comme Shortbus, Late Watch et The Hebrew Hammer. S'entêtant dans son rêve de long métrage, il réalise un court métrage de 22 minutes en 2002 intitulé The Underdogs.
Fort de ses multiples expériences et de sa passion pour les films d'horreur, il réalise en 2006 son premier long métrage, Mulberry Street, qui sera un succès. Ce film d'horreur s'inspire des idées qu'il partageait avec Nick Damici pendant leurs études à l'université. Mulberry Street sera le début de sa collaboration avec Nick Damici sur d'autres films.
En 2010, il réalise son deuxième long métrage d'horreur avec Stake Land qui est encensé par la critique (New York Times) et remporte le Prix du Public au Festival de Toronto.
En 2013, c'est la consécration avec son film d'épouvante We Are What We Are qui est projeté au Festival de Cannes à la Quinzaine des réalisateurs. Ce film est également projeté au Festival de Deauville, au Festival de Gérardmer et au Festival de Sundance.
En 2014, Jim Mickle réalise Cold in July, un thriller aux accents western se déroulant au Texas qui sort en salles de cinéma mais a un succès mitigé.
Au grand désespoir de Jim Mickle, Mulberry Street, Stake Land et We Are What We Are ne bénéficient pas de sorties en salles de cinéma. Ils sont directement édités en dvd et bluray.
Avec le succès de ses trois films, Mulberry Street, Stake Land et We Are What We Are, Jim Mickle est reconnu par l'industrie cinématographique américaine et plébiscité par les amateurs de films d'horreur.
En 2016, Jim Mickle et Nick Damici ont créé une série télévisée s'intitulant Hap et Léonard, l'histoire de deux experts en arts martiaux devant résoudre des enquêtes criminelles.

## Filmographie

### Cinéma

#### Courts métrages
- 2002 : The Underdogs

#### Longs métrages
- 2006 : Mulberry Street
- 2010 : Stake Land
- 2013 : We Are What We Are
- 2014 : Cold in July
- 2019 : In the Shadow of the Moon

### Télévision
- 2016 : Hap et Leonard
- 2021-2024 : Sweet Tooth